# سیدنی برنر
سیدنی برنر (Sydney Brenner) CH FRS FMedSci MAE (13 ژانویه ۱۹۲۷–۵ آوریل ۲۰۱۹)، زیست‌شناسی اهل آفریقای جنوبی بود. در ۲۰۰۲ میلادی، او جایزه نوبل فیزیولوژی یا پزشکی را با رابرت هرویتس و سر جان ئی. سالستن به صورت مشترک کسب نمود. برنر خدمات مهمی در مبحث رمز ژنتیکی و سایر حوزه‌های زیست‌شناسی موکولی نمود. این خدمات را هنگام کار در شورای تحقیقات پزشکی (MRC) و آزمایشگاه مولکولی زیست‌شناسی در کمبریج انگلستان صورت داد. او استفاده از کرم‌های لوله‌ای الگانس را در مجامع زیست‌شناسی جهت تحقیق بر روی زیست‌شناسی تکوینی باب کرد و مؤسسه علوم مولکولی در برکلی کالیفرنیا واقع در ایالات متحده را تأسیس نمود.

## تحصیلات و اوان زندگی
برنر در شهرک گرمیستون در استان ترانسفال (که اکنون در خائوتنگ واقع شده)، در آفریقای جنوبی در ۱۳ ژانویه ۱۹۲۷ میلادی بدنیا آمد. والدین او به نام لیه (نام تولد بلچر) و موریس برنر، مهاجرین یهودی بودند. پدر او پینه‌دوزی بود که از لیتوانی در ۱۹۱۰ میلادی به آفریقای جنوبی آمد و مادرش ریگا، اهل لاتویا در ۱۹۲۲ میلادی بدانجا آمد. او خواهری به نام فیلیس داشت.
وی در دبیرستان گرمیستون و دانشگاه ویتواترسند تحصیل نمود. در سن ۱۵ سالگی به دانشگاه پیوست و در سال دوم دانشگاه گفته شد که خیلی سن کمی برای انجام پزشکی پس از شش سال خواهد داشت و لذا او را مجاز به دریافت BS در کالبدشناسی و فیزیولوژی دانستند. وی دو سال دیگر درس خواند تا قادر به دریافت درجه افتخاری و سپس MSc گردد. او از طریق کار پاره وقت به عنوان تکنیسین آزمایشگاه امورات خویش را می‌گذراند. طی این زمان بود که تحت تعلیم جوئل مندلستام، ریموند دارت و رابرت بروم قرار گرفت. تز ارشد وی در زمینه سیتوژنتیک بود. در ۱۹۵۱ میلادی کارشناسی پزشکی و جراحی (MBBCh) را کسب نمود.
برنر کمک هزینه تحصیلی ارائه ۱۸۵۱ میلادی را از کمیسیون سلطنتی برای ارائه دریافت نمود که او را قادر ساخت تا دکترای فلسفه (DPhil) خود را در دانشگاه آکسفورد به عنوان دانشجوی پسا فارغ‌التحصیل از کالج اکستر تحت نظارت سر سایریل هینشلوود کسب نماید.

## حرفه و تحقیقات

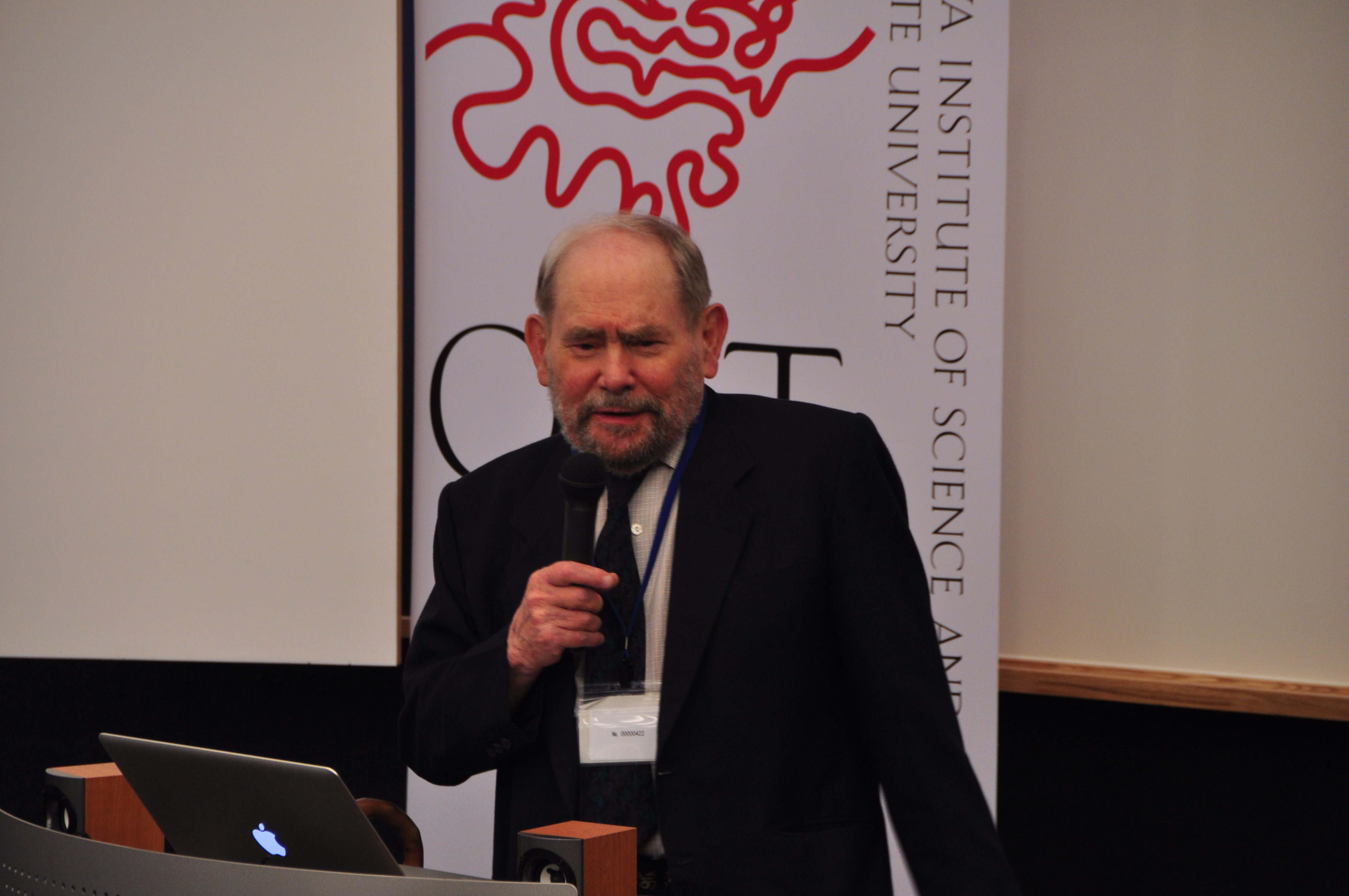
سیدنی برنر در حال سخنرانی

پس از کسب DPhil، برنر پسادکترایش را در دانشگاه کلیفرنیا، برکلی تکمیل کرد. او ۲۰ سال بعدی را در آزمایشگاه زیست‌شناسی مولکولی در کمبریج گذراند. در آنجا طی دهه ۱۹۶۰ میلادی به زیست‌شناسی مولکولی کمک کرد که در آن زمان حوزه نوپایی بود. در ۱۹۷۶ میلادی به مؤسسه مطالعات زیست‌شناسی سالک در کالیفرنیا پیوست.
وی همراه با جک دانیتز، دوروتی هاجکین، لسلسی اورگل و بریل ام. اوقتون، یکی از اولین افرادی بود که در آوریل ۱۹۵۳ میلادی مدل ساختاری DNA را که توسط فرانسیس کریک و جیمز واتسون ساخته شده بود را زمانی که او و سایر دانشمندان در دپارتمان شیمی دانشگاه آکسفورد در حال کار بودند، مشاهده نمود. همه آنها از دیدن مدل‌های DNA جدید شگفت زده شده بودند، بخصوص برنر که پس از آن با کریک در آزمایشگاه کاوندیش در دانشگاه کمبریج و آزمایشگاه زیست‌شناسی مولکولی (LMB) تازه تأسیس در شورای تحقیقات پزشکی (MRC) کار کرد. به گفته بریل اوقتون و بعدها ریمر، همه آن‌ها با هم و با دو ماشین به دوروتی هاجکین سفر کردند و به آنها اعلام گردید که به کمبریج خواهند رفت تا از مدل ساختاری DNA دیدن کنند.
برنر خدمات بنیادین متعددی را به حوزه درحال ظهور زیست‌شناسی مولکولی در دهه ۱۹۶۰ میلادی نمود (مقاله گروه فاژ را ببینید). اولین کار او اثبات این بود که تمام توالی‌های کد کننده ژنتیکی همپوشان غیرممکن اند. این بینش کدگذاری را از قیود ساختاری که در کد هوشمندی که توسط جرج گاموف پیشنهاد شده بود، جدا می‌کرد. این مسئله منجر شد که فرانسیس کریک مفهوم آداپتورها را که اکنون tRNA نامیده می‌شود را معرفی نماید. جداسازی فیزیک بین آنتیکودون و آمینو اسید روی یک tRNA، علتی است که باعث شار غیرجهتدار اطلاعات در سامانه‌های زیستی کدگذاری شده می‌گردد. به این پدیده دگم مرکزی زیست‌شناسی گفته می‌شود، یعنی شار اطلاعات از نوکلئیک اسید به پروتئین بوده و هیچگاه در جهت عکس یعنی از پروتئین به نوکلئیک اسید نیست. پس از کسب چنین بینش آداپتوری، برنر مفهوم mRNA را طی آوریل ۱۹۶۰ میلادی در مکالماتش با فرانسیس کریک و فرانسوا ژاکوب کسب کرد و همراه با جیکوب و متیو مزلسون شروع به اثبات وجود آن در همان تابستان نمودند. سپس برنر به همراه فرانسیس کریک، لسلس بارنت و ریچارد جی. واتس-توبین، از نظر ژنتیکی طبیعت سه‌گانه کدگذاری ترجمه پروتئین را نشان داندن. این کار علمی را کریک، برنر، بارنت، واتس-توبین و همکاران در آزمایش ۱۹۶۱ صورت دادند. در این آزمایش جهش‌های جابجایی قاب کشف شدند. همراه با کار دکدینگ که توسط مارشال وارن نایرنبرگ صورت گرفت، کشف طبیعت سه‌گانه رمز ژنتیکی در رمزگشایی کد نقش حیاتی داشت. لسلی بارنت در برپایی آزمایشگاه در سنگاپور که سال‌ها بعد صورت پذیرفت، کمک نمود.
برنر به همراه جورج پیسزنیک، اولین تحلیل ماتریسی کامپیوتری نوکلئیک اسیدها را با کمک TRAC ایجاد نمود که برنر به استفاده از آن ادامه داد. کریک، برنر، کلاگ و پیسزنیک به کار قبلی شان در زمینه رمزگشایی کد ژنتیکی با مقالهٔ پیشتازی در زمینه منشأ سنتز پروتئین بازگشتند. در آنجا، محدودیت‌هایی بر روی mRNA و tRNA در نظر گرفته شد که برهمکنش پنج باز با لبه حلقه آنتی کدن، منجر به ایجاد سامانه ترجمه کد سه‌گانه‌ای بدون نیاز به ریبوزوم گشت. این مدل نیازمند کدی بود که تاحدی همپوشانی داشت. این مقاله علمی منتشر شده ویژگی بسیار نادری دارد، چرا که سه نویسنده آن مستقلاً جایزه نوبل دریافت نمودند.
سپس برنن بر روی این قضیه کار کرد که کرم الگانس تبدیل به ارگانیسم مدل برای تحقیقات تکوینی حیوانی شامل تکوین دستگاه اعصاب گردد. برنن این کرم خاکی ۱ میلیمتری را در اصل به این دلیل انتخاب کرد که علاوه بر سادگی خود آن، کشت انبوه ساده‌ای داشته و مشخص شد که تحلیل ژنتیکی آن نیز بسیار مناسب است. یکی از روش‌های کلیدی در تشخیص ژن‌های کارکردی مهم جهت غربالگری کرم‌های لوله‌ای بودند که دچار برخی از نقص‌های کارکردی بودند، نقص‌هایی چون عدم هماهنگی، که منجر به تشخیص دستجات جدید پروتئینی چون دسته پروتئین‌های UNC شد. او به خاطر این کار جایزه نوبل ۲۰۰۲ در فیزیولوژی یا پزشکی را با رابرت هرویتس و جان سالستن را کسب نمود. عنوان جایزه نوبل او در دسامبر ۲۰۰۲، «هدیه طبیعت به علم» بود که تجلیلی و اشاره ای بر نماتد استفاده شده در آزمایش دارد. در این راستا او فکر می‌کرد که انتخاب جاندار مناسب منجر به یافتن پاسخ صحیح به پرسش‌های مورد نظر می‌گردد. در حقیقت، جامعه «سی. الگانس» به سرعت در دهه‌های اخیر رشد کرده و شامل محققانی در طیف گسترده‌ای از مسائل می‌شود.
برنر مؤسسه علوم ملکولی را در برکلی، کالیفرنیا در ۱۹۹۶ میلادی بنا نهاد. تا ۲۰۱۵ میلادی، او با مؤسساتی چون مؤسسه سالک، مؤسسه زیست‌شناسی ملکولی و سلولی، شورای علوم بیوپزشکی سنگاپور، کمپ تحقیقات کشاورزی جانلیا و مؤسسه پزشکی هاورد هیوز کار کرده بود. در اوت ۲۰۰۵ میلادی، برنر به عنوان رئیس مؤسسه علوم و فناوری اوکیناوا انتخاب شد. همچنین او در هیئت فرمانداران علمی در مؤسسه پژوهشی اسکریپس قرار داشت، به علاوه این که استاد ژنتیک آنجا هم بود. زندگی‌نامه علمی برنر توسط ارول فریدبرگ در ایالات متحده نوشته شد و در انتشاراتی آزمایشگاه کولد اسپرینگ هاربر در ۲۰۱۰ چاپ شد.
او که به دلیل بینش‌های علمی نافذ و گزنده اش برای سال‌های مدیدی شناخته شده بود، ستون منظمی (Loose Ends) در ژورنال «زیست‌شناسی کنونی» تألیف می‌نمود. این ستون بسیار معروف بود، چنان‌که اثری با عنوان «Loose ends from Current Biology» توسط ژورنال به صورت مجزا منتشر شد و مبدل به یک عنصر کلکسیونی گشت. برنر اثری با عنوان «A Life in Science» نوشت که توسط بایومد مرکزی منتشر شد. برنر همچنین به دلیل سخاوتش در ارائه ایده‌هایش به تعداد متعددی از دانشجویان و همکارانش که باعث انگیزش آنها شد، شناخته می‌شود.
برنر در ۲۰۱۷ میلادی، سلسله درسنامه‌های اثرگذاری را در توصیف زمان‌های پس از بیگ بنگ بر پایه مقیاس لگاریتم مبنای ده در سنگاپور در همکاری با دیگران ارائه نمود که مواردی چون ظهور حیات اشکال چندسلولی، تکامل انسان و ظهور زبان، فرهنگ و فناوری را نیز شامل می‌شد. دانشمندان و متفکرین برجسته‌ای چون دبلیو. برایان آرتور، سوانت پابو، هلگا نووتنی و جک ژوستاک، طی سلسله درس‌های وی سخنرانی کردند. در ۲۰۱۸ میلادی، درسنامه‌های وی مبدل به کتاب علمی مشهوری با عنوان «Sydney Brenner’s 10-on-10: The Chronicles of Evolution» شد که توسط وایلدتایپ بوکس منتشر شد.
همچنین برنر چهار درس در ارتباط با تاریخچه زیست‌شناسی مولکولی و اثراتش بر روی علوم اعصاب و سؤالات بزرگ علمی مرتبط با آن را بررسی می‌نمود. این درسنامه‌ها تبدیل به کتابی با عنوان «In the Spirit of Science: Lectures by Sydney Brenner on DNA, Worms and Brains» شد.

### نقشه آمریکایی و اروپایی
«نقشه آمریکایی» و «نقشه اروپایی» توسط سیدنی برنر به عنوان مدل‌های رقیب برای روشی که سلول‌های مغزی عملکردهای عصبیشان را تعیین می‌کنند، پیشنهاد گردید. براساس نقشه اروپایی (که برخی مواقع به آن نقشه بریتانیایی نیز گفته می‌شود)، عملکرد سلول‌ها توسط دودمان ژنتیکی‌شان تعیین می‌گردد. براساس نقشه آمریکایی، عملکرد یک سلول توسط عملکرد همسایگانش بعد از مهاجرت سلولی تعیین می‌گردد. با تحقیقات بیشتر مشخص شده که بسیاری از گونه‌ها از ترکیبی از این دو روش پیروی می‌کنند، با این که درجات مختلفی در تبعیت از هر کدام جهت انتقال اطلاعات به سلول‌های جدید می‌توانند داشته باشند.

## زندگی شخصی
برنر با مری برنر (نام تولد کویتز، و بعد با نام بالکیند) در دسامبر ۱۹۵۲ میلادی ازدواج کرد و تا زمان مرگش در ژانویه ۲۰۱۰ میلادی با او زندگی نمود. فرزندانشان شامل بلیندا، کارلا، استیفان و پسرخوانده شان به نام جوناتان بالکیند بود. جوناتان بالکیندپ حاصل ازدواج اولش با مارکوس بالکیند بود. او در الی، کمبریج‌شایر زندگی کرد. وی یک آتئیست بود.
برنر در ۵ آوریل ۲۰۱۹ در سنگاپور در سن ۹۲ سالگی درگذشت.